# Pääsküla (Fluss)
Die Pääsküla (estnisch Pääsküla jõgi) ist ein 18 km langer Fluss im Norden Estlands.  Sein Einzugsgebiet umfasst 41 km².

## Beschreibung
Die Pääsküla entspringt zwischen den Dörfern Männiku und Tänassilma in der Landgemeinde Saku (Kreis Harju). Das meiste Wasser erhält der Fluss aus dem neun Quadratkilometer großen Moor von Pääsküla (Pääsküla raba).
Der Mittellauf des Flusses bildet über einige Kilometer die Grenze zwischen der Stadt Tallinn und der Landgemeinde Saku. Er durchfließt den Ort Laagri, bevor er an seinem Unterlauf den Weg durch sein natürliches Flussbett nimmt.
Die Pääsküla mündet im Dorf Alliku in die Vääna, deren rechter Nebenfluss sie ist. Der Zusammenfluss liegt 33 km vor der Mündung der Vääna in den Finnischen Meerbusen.
Während der Zugehörigkeit Estlands zur Sowjetunion wurde der Fluss durch Industrieabwässer, Düngung und einer Mülldeponie in Pääsküla ökologisch stark in Mitleidenschaft gezogen. Erst seit dem Bau einer modernen Kanalisation bei Laagri erholt sich langsam der Fischbestand.
Ein Architekturdenkmal bildet die alte Steinbrücke an der Landstraße zwischen Tallinn und Pärnu. Sie wurde in den 1860er Jahren errichtet.